# Plasmide ricombinante

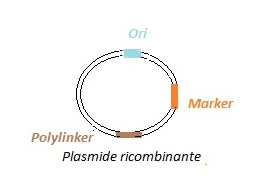
Fig 1.1 Plasmide Ricombinante

I plasmidi sono molecole circolari di DNA a doppio filamento autoreplicanti, in quanto si duplicano in maniera indipendente dal genoma del batterio che li ospita, e si mantengono come entità extracromosomiali, ovvero separate fisicamente dal cromosoma batterico. In genere le loro dimensioni sono comprese tra 1kb e oltre 500kb, e sono presenti nella cellula ospite con un numero di copie che varia da 1 a 100, e in base al numero di copie che presentano nella cellula ospite si possono classificare in plasmidi ad alto numero di copie, che varia tra 10 e 100 copie, e plasmidi a basso numero di copie (1-4). Si riscontrano in quasi tutti i generi batterici e possono conferire un particolare fenotipo apportando una caratteristica aggiuntiva: ne è un esempio il fattore di fertilità F che reca l'informazione necessaria a trasferirsi da una cellula all'altra; altri plasmidi, noti come degradativi, portano geni per il metabolismo di alcune sostanze, mentre i plasmidi R recano geni per la resistenza agli antibiotici, altri ancora, noti come plasmidi criptici, non portano alcun gene codificante evidente.
I plasmidi ricombinanti (Fig. 1.1) sono vettori ottenuti ingegnerizzando i plasmidi naturali. Questa manipolazione risulta necessaria affinché essi possano essere sfruttati nel campo della tecnologia del DNA ricombinante, in particolare come vettori di clonaggio e come vettori di espressione genica. Esistono numerose tipologie di plasmidi ricombinanti ma tutti hanno le seguenti caratteristiche:
1. piccole dimensioni (< di 15 kbp), per aumentare la resa di trasferimento del DNA esogeno: più sono grandi più sono instabili;
2. presenza della sequenza ori, origine della replicazione: tale sequenza è necessaria per avviare la duplicazione autonoma del plasmide all'interno della cellula ospite; può essere presente anche in duplice copia nel caso in cui il plasmide ricombinante venga fatto prima espandere in una cellula batterica e poi in una cellula eucariotica (le due ori hanno sequenza diversa). Tale sequenza è fondamentale in quanto una sua mancanza impedisce la replicazione del plasmide all'interno della cellula ospite ;
3. marcatori genetici o geni marcatori selezionabili: tali sequenze sono necessarie per selezionare le cellule che hanno incorporato il plasmide da quelle che ne sono prive; nei casi più semplici tale sequenza può essere un gene per la resistenza ad un antibiotico come l'ampicillina, in altri casi può essere un frammento dell'operone Lac;
4. sito di clonazione multipla o polylinker: tale sequenza contiene siti unici di riconoscimento per endonucleasi di restrizione in cui inserire il DNA esogeno.

## I plasmidi procariotici
Per l'ottenimento di un plasmide ricombinante si esegue una procedura standard sviluppata in diverse fasi.:
1. si digerisce il DNA genomico contenente il gene di nostro interesse con un'endonucleasi di restrizione, che riconosce e taglia i filamenti in corrispondenza di specifiche sequenze nucleotidiche (siti di restrizione);
2. successivamente si digerisce il plasmide con lo stesso enzima di restrizione utilizzato per il DNA genomico e lo si tratta con fosfatasi alcalina per impedirne la riciclizzazione;
3. il plasmide e il gene d'interesse vengono uniti insieme in presenza della DNA-ligasi T4 che crea un legame fosfodiestereo tra le estremità compatibili generando un eteroduplex e quindi un plasmide ricombinante;
4. il plasmide ricombinante viene inserito nelle cellule batteriche in presenza di cloruro di calcio a temperature elevate (42 °C): il processo conduce alla trasformazione delle cellule batteriche.

### Tecniche per la trasformazione batterica
Esistono diverse tecniche per la trasformazione genetica dei procarioti aventi un'efficienza diversa (Fig. 2.0):
1. (Fig.2.0) Trasformazione procarioticatrasformazione mediante cloruro di calcio (CaCl2): le cellule vengono poste in presenza di tale sostanza e della miscela recante i plasmidi, si incuba il tutto a -80 °C per rendere competenti le cellule.
2. elettroporazione: tecnica che consiste nell'esporre le cellule a campi elettrici pulsanti, che destabilizzano la membrana di E. coli, ed inducono la formazione di pori transienti del diametro di alcuni nanometri, attraverso i quali possono entrare le molecole di DNA presenti al di fuori delle cellule; si unisce una miscela di 50 microlitri del costrutto di DNA alla coltura di E.coli, si impone per 4,6 millisecondi un impulso di circa 25 microfarad; il rendimento di trasformazione di tale tecnica è elevata 109 cellule per microgrammo;
3. coniugazione: si sfrutta la coniugazione naturale del DNA plasmidico da una cellula donatrice ad una ricevente per trasferire i costrutti plasmide-inserto di DNA ad una cellula non facilmente trasformabile; per realizzarla vengono utilizzati tre ceppi: cellula con plasmide coniugativo, cellula con vettore di clonazione plasmidico, cellula ricevente.

### pBR322
I plasmidi storicamente più utilizzati nella tecnologia del DNA ricombinante sono pUC18 e pBR322. Il capostipite dei vettori plasmidici artificiali è pBR322. La sigla indica: p=plasmidio BR= ricercatori che crearono il plasmidio nel 1977(Bolivar e Rodriguez) 322=il numero del plasmide nella loro collezione di DNA. Possiede diverse caratteristiche che lo rendono utile come vettore di clonaggio:
1. È relativamente piccolo (4361 bp).
2. Si mantiene stabilmente nel suo ospite (Escherichia coli) con un numero relativamente alto di copie per cellula (20‑30).
3. Può essere amplificato fino ad un numero elevato (1000‑3000 copie per cellula, circa il 40% del genoma) mediante l'aggiunta di cloramfenicolo, che inibisce la sintesi proteica.
4. È facile da isolare in forma superavvolta mediante diverse tecniche .
5. È possibile l'inserimento di una quantità di DNA che non superi le 10 Kb che lo renderebbero instabile.
6. Sono presenti siti unici per diversi enzimi di restrizione come PstI, SalI, EcoRI, HindIII, BamHI e molti altri. Il sito EcoRI è localizzato tra i geni che codificano per la resistenza agli antibiotici presenti sul plasmide. È importante la presenza di un sito unico per almeno un enzima di restrizione, in modo tale che il trattamento con quell'enzima linearizzi il plasmide, senza frammentarlo.
7. Sono presenti due marcatori di resistenza agli antibiotici (ampicillina e tetraciclina) che permettono una facile selezione delle cellule ospiti contenenti il plasmide.
8. Può essere facilmente introdotto nelle cellule mediante la trasformazione. I siti coinvolti in tale processo sono BamHI, localizzato all'interno del gene per la resistenza alla tetraciclina, e PstI, posto invece all'interno di quello per la resistenza all'ampicillina. Se un frammento di DNA esogeno viene inserito in uno di questi siti, la resistenza all'antibiotico viene persa mediante un fenomeno detto inattivazione inserzionale. Questa strategia è utilizzata per identificare la presenza di DNA esogeno nel plasmide. Quindi, se pBR322 viene digerito con BamHI, legato al DNA da inserire e successivamente vengono isolati i cloni batterici trasformati, i cloni selezionati che risultano resistenti sia all'ampicillina che alla tetraciclina sono quelli che non hanno inserito il DNA esogeno (il plasmide incorporato nella cellula è il vettore che si è richiuso senza introduzione di DNA esogeno). Al contrario, quelle cellule che sono ancora resistenti all'ampicillina, ma sensibili alla tetraciclina, contengono il plasmide nel quale si è inserito DNA esogeno. Poiché la resistenza a questi due antibiotici può essere valutata su piastre di terreno agarizzato, è possibile individuare facilmente i batteri contenenti il clone desiderato ed eliminare le cellule che non contengono il plasmide.

### pUC19
Plasmide ricombinante creato per sopperire alla laboriosa selezione necessaria per pBR322, si caratterizza per: 
1. avere lunghezza di circa 2686 bp in cui è possibile inserire un frammento di DNA esogeno di massimo 10kb;
2. sequenza ori, origine della replicazione che funziona in E. Coli  (la stessa presente in pBR322);
3. gene per la resistenza all'ampicillina;
4. gene lacZ' che codifica per una parte dell'enzima β-galattosidasi, la restante parte è costituita da lacα presente come gene cromosomiale;
5. sequenza di clonazione multipla (MCS) o Polylinker, posta giusto a valle di lacZ';
6. gene lacI che codifica per una proteina repressore di lacZ'.

Come avviene l'inserimento del segmento di DNA nel vettore plasmidico pUC19:
- inizialmente si effettuato il taglio del plasmide con l'enzima di restrizione
- lo stesso enzima di restrizione taglia anche il DNA da clonare
- viene effettuato il mescolamento dei frammenti di DNA tagliati con il vettore plasmidico tagliato
- la DNA ligasi salda i frammenti di DNA con il vettore plasmidico
- come ultimo step, avviene, per trasformazione , l'inserimento delle molecole di DNA ricombinante nelle cellule di E.coli

La strategia nell'utilizzazione di questo plasmide è quella di far crescere le cellule trasformate in un terreno contenente:
- ampicillina, per selezionare solo cellule recanti il plasmide ricombinante;
- IPTG (isopropil-β-D-tiogalattopiranoside), repressore del gene lacI;
- X-gal (5 bromo- 4-cloro- 3-indoil-β-D-galattopiranoside), prodotto che subisce l'idrolisi da parte della β-galattosidasi;

se in E.coli abbiamo l'inserimento del plasmide pUC19 privo di Dna esogeno si ottengono colonie di colore blu-azzurro, dal momento che IPTG ha inibito lacI consentendo a lacZ' di essere tradotto e prodotto per formare la β-galattosidasi con conseguente scissione di X-gal; se il DNA esogeno si inserisce nel sito di clonazione multipla, posizionato nel gene lacZ', si ottiene una modifica una distruzione della griglia di letture di lacZ', e di conseguenza non si ha la formazione della β-galattosidasi e la scissione di X-gal per cui le colonie di E.coli risultano bianche. Le colonie da selezionare sono quelle di colore bianco, cioè quelle che hanno il plasmide contenente il frammento di DNA.

## I plasmidi eucariotici
I sistemi di espressione procariotici generalmente sono utili per produrre proteine eterologhe da cDNA eucariotici clonati. Nonostante ciò, in alcuni casi, le proteine eucariotiche sintetizzate da queste cellule risultano prive di attività biologica o contaminate da composti tossici di origine batterica. Allo scopo di prevenire questi inconvenienti soprattutto quando le proteine sono utilizzate per scopi terapeutici o clinici, sono stati sviluppati sistemi di espressione eucariotici. Questi ultimi infatti, a differenza delle cellule procariotiche, sono più adatti a produrre proteine che ricevono per il loro corretto funzionamento modificazioni post-traduzionali. I batteri, essendo cellule semplici sono i meno suscettibili ad effettuare particolari modifiche chimiche come la glicosilazione, acetilazione, fosforilazione, palmitazione, miristilazione e la carbossilazione. Pertanto, facendo ricorso a tali sistemi di espressione eucariotica, la proteina risulta biologicamente attiva e stabile nel tempo. Generalmente, i vettori di espressione eucariotici hanno lo stesso tipo di caratteristiche dei loro corrispondenti procarioti:
- un'origine di replicazione (ori) se il vettore deve replicarsi autonomamente all'interno della cellula come un'entità extracromosomiale. Le cellule eucariotiche presentano due ori, una procariotica che funzioni in E. coli e un’ori che funzioni nella cellula eucariotica; questo avviene per testare l'efficacia del vettore; se funziona in E. coli può essere successivamente inserito in una cellula eucariotica. Invece, se il vettore dovrà essere coniugato al DNA cromosomiale dell'ospite (vettore integrativo), allora recherà una sequenza complementare a un segmento del DNA cromosomiale (sito di integrazione cromosomiale); questo legame avviene mediante doppio crossing over;
- un gene marcatore eucariotico selezionabile;
- una sequenza promotrice eucariotica;
- segnali di arresto;
- sequenza che segnali la poliadenilazione dell'mRNA.

Fra i sistemi d'espressione eucariotici unicellulari, il lievito Saccharomyces cerevisiae è quello storicamente più utilizzato. È un microrganismo che cresce facilmente nelle condizioni di laboratorio con tempi di duplicazione medi di circa 1-2 ore, la sua genetica è ben conosciuta ed è un organismo sicuro (GRAS). Negli ultimi decenni, altre specie oltre a S. cerevisiae hanno trovato crescente uso per l'espressione di proteine, in particolare i lieviti metanoltrofici (cioè capaci d'utilizzare il metanolo come fonte di carbonio) e fra questi spicca Pichia pastoris. Il vantaggio di questa specie consiste nella capacità di crescere ad alte densità cellulari su di un terreno di coltura poco costoso e con livelli d'espressione della proteina d'interesse che possono toccare i grammi/litro. Tra le proteine prodotte a partire da sistemi d'espressione di lievito si trovano antigeni virali e batterici (virus epatite B e C), citochine e fattori della crescita umani (TNF e EGF), agenti trombolitici (streptochinasi) e una nuova generazione d'insulina a rapida azione (NovoLog).
I lieviti vengono trasfettati mediante tre tecniche: 
- il DNA esogeno viene inserito all'interno della cellula previa eliminazione della parete cellulare per via enzimatica o chimica;
- trattando le cellule con acetato di litio;
- mediante la tecnica dell'elettroporazione.

Fra i sistemi di espressione più complessi ci sono le cellule di mammifero. Questi però sono caratterizzati da basse rese, lunghi tempi d'attesa e sono molto costosi; pertanto vengono utilizzati solo in casi particolari come per la produzione di proteine d'origine umana (es. citocromi P450). Il cDNA codificante la proteina d'interesse deve essere preventivamente clonato in un vettore d'espressione e poi trasferito (transfettato) nella cellula eucariotica, oppure all'interno del genoma di un virus che viene poi utilizzato per infettare le cellule.
La trasfezione di cellule animali avviene tramite:
- elettroporazione;
- incubando le cellule con DNA coprecipitato con fosfato di calcio o con DEAE-destrano.